# Berta Stjernquist
Berta Ingeborg Stjernquist, född Svensson 26 april 1918 i Visseltofta socken, död 19 augusti 2010 i Lunds Allhelgonaförsamling, var en svensk arkeolog och professor vid Lunds universitet.

## Biografi
Berta Stjernquist var dotter till lantbrukaren Ivar Svensson och Ingrid Persson. Hon gifte sig med juristen Per Stjernquist 1939 och inledde därefter studier i klassisk arkeologi, nordisk fornkunskap samt franska och italienska vid Lunds universitet. Under studiernas gång arbetade hon som extra ordinarie amanuens vid universitetets Antikmusem. Hon blev filosofie kandidat 1943 och efter andra världskriget slut företog hon sin första utlandsresa, till Italien, där hon bedrev studier i romersk arkeologi vid Svenska Institutet i Rom. Hon blev filosofie licentiat 1947 på en avhandling om forntida lämningar runt den forna staden Vä i Skåne och filosofie doktor 1955 på avhandlingen Simris. On cultural connections of Scania in the Roman Iron Age. Åren 1955–1970 tjänstgjorde hon som docent i nordisk och jämförande fornkunskap vid Lunds universitet. Från 1974 fram till pensioneringen 1984 var hon där professor i arkeologi, särskilt nordeuropeisk, samt chef för universitetens historiska museum. Åren 1980–1984 var hon även dekanus för universitetets historisk-filosofiska sektion.
Stjernquist invaldes som ledamot av Vetenskapssocieteten i Lund 1958 (sekreterare 1960–1965, hedersledamot), av Kungliga Humanistiska Vetenskapssamfundet i Lund 1964 (sekreterare sedan 1966), av Kungliga Fysiografiska Sällskapet i Lund 1978 och av Kungliga Vitterhets Historie och Antikvitets Akademien 1980. Hon är begravd på Norra kyrkogården i Lund.